# 豆台風
豆台風（まめたいふう）は、暴風域などの大きさ（規模）が非常に小さい台風に対して用いられた名称。規模は小さいが中心気圧が低く暴風を伴うとして気象予報官に警戒された。正式な気象用語ではないが、大谷東平などの著名な気象学者によって研究され、1960年代までは一般にも知られた用語であったが、それ以降は台風の区分や定義の変更によりほとんど使用されなくなった。

## 名称の由来
1939年8月に関東地方に上陸した台風に対し、初めて「豆台風」の名称が用いられた。8月5日、中央気象台では関東の南東海上にあった大型の台風を警戒していたが、当日昼過ぎ、銚子の測候所から台風が上陸中との速報が入った。至急天気図を解析した結果、南東海上のものとは別の小さな台風が銚子に上陸したことがわかった。この時に中央気象台に勤務していた大谷東平らが新聞に「豆台風銚子に上陸」と発表し、その後広まったものである。大谷は、気象観測がはじまった明治時代から時折そのような台風が記録されていた事を著書で明らかにしている（例えば、『台風の話』岩波新書、1955年、等）。

## 定義
一般には1960年代頃まで、暴風雨の起こっている範囲は狭いが、中心気圧は低く風も強く、また大雨を伴う場合もあり、小さいからと言って油断できない台風と理解されていた。しかし、現在用いられている台風の定義がおおよそ確定したのは1951年であり、台風の主な統計もそこを基準にしているため、それ以前から用いられている豆台風の用語については厳密な定義はなく、51年以降も新たな定義付けは行なわれていない。
加藤茂数（かとう しげかず）は、『気象と災害』（1949年、三省堂）で、豆台風を直径200km以下の台風としているが、そこで言う直径が、暴風域か等圧線か或いは他のものであるかについては言及していない。1950年頃までは暴風域についても定義は明確ではなく、平均風速10m以上、20m以上などの値が用いられたし、大谷東平は『台風の話』においても、室戸台風の規模を示すのに平均風速5m以上の範囲を用いているという具合である。
従って、豆台風の基準は明確なものではなく、恣意的に規模の小さい台風を指すものと考えるべきであろう。ただし、伊勢湾台風以後、気象庁では台風の規模と強度に関する階級区分を設け、規模については1000hPaの等圧線の半径が100km未満の台風を「ごく小さい」と規定したが、新聞で報道された台風関連の記事の中では、この「ごく小さい」台風を豆台風と表現した事もある。台風における「小さい」・「弱い」などの表現は誤解を招いて警戒心を弱め、災害につながる等の理由で、2000年からはこうした用語は用いられなくなった。
豆台風という概念ができた要因の一つとして、特に第二次世界大戦以前は気象観測技術も体制も理論も不充分で、台風そのものへの理解が完全でなかった事が考えられる。と言うのは、特に第二次世界大戦後にアメリカ軍が飛行機によって直接かつ継続的に台風の観測を行なうようになって、台風の複雑な生態が明らかになり、その勢力と規模には決して強い相関関係があるのではない事実が明らかにされた。つまり、規模は小さいが強い勢力の台風もあれば規模は大きくとも勢力の弱い台風もあり、しかもそれらの間にも多数の移行型があって、豆台風が特殊なカテゴリーに属するものではない事が判明したが、それ以前はそうした事実がはっきりせず、豆台風という特別なものがあると考えられたものであろう。
戦前は気象観測体制が不充分であった点も、豆台風の存在を印象付けたと考えられる。当時は、海上の気象資料を得る手段は船舶からの通報のみであり、規模が余りに小さい台風が船の航路から離れた海域を進んで来た場合はその存在を知る事もできなかった。名称の由来の項で述べた通り、当時は豆台風の襲来を事前に察知する事は極めて難しく、ほとんどの場合に不意討ちの形で上陸したため、大きな被害を出す例がしばしば見られた。

## 発生原因
大谷東平は、気象予報官として幾つもの豆台風を観測した自身の経験や過去の記録を検証した上で、豆台風は台風の特殊な一群ではなく、通常の台風がその発生初期に取りうる普遍的な状態であろうとしている。すなわち、台風が発生し発達する時、中心気圧は急速に下っていくが、規模、例えば暴風域や1000hPaの等圧線の半径などはまだあまり大きくならず、狭い範囲に激しい暴風雨を伴うようになる。特に台風が日本のすぐ南の海上で発生した時には、規模が大きくなる前に接近・上陸する。それが豆台風として認識されるのであろうという事である。
上記のような第二次大戦後の観測成果の充実によって、大谷のこの考えは大筋で正しい事がわかっている。個々の台風によって違いはあるが、多くの場合は中心気圧の低下が先行し、規模の拡大は気圧の極小を過ぎてから起こる。ただし、まれに暴風域等が極めて小さいまま衰弱・消滅する例もある。1973年の台風17号は、最盛期には中心気圧が895hPaまで達したが（『気象年鑑』1975年版）、暴風域は半径90km（当時のNHK第二放送の気象通報による）に過ぎず、そのまま衰えて消滅に至った。また、1950年には北太平洋高気圧の軸が非常に北に偏ったため、台風の発生海域も平年より緯度にして10度くらい北偏したが、そこでできた多くの台風が小規模・未成熟なままで日本に接近・上陸し、結果として豆台風の多発が見られた。

## 例
- 足尾台風
- 平成28年台風第9号
- 令和元年房総半島台風（台風15号） - 関東地方は暴風雨、中京・西日本は晴天であった。